# Gruberjev kanal
Gruberjev prekop je ljubljanski vodni prekop, namenjen hitrejšemu odtekanju odvečne vode z enega na drug konec Ljubljanice, kjer ima reka večji padec. Ime je dobil po jezuitu in načrtovalcu Gabrijelu Gruberju, ki mu je dunajska vlada zaupala izsuševanje ljubljanskega barja. Gruber je načrtoval, da bi del odvečne vode iz pogosto poplavljajoče Ljubljanice speljal okrog Grajskega hriba. Prekop, ki je umeščen v ožini med gradom in Golovcem, so pričeli graditi leta 1772, dokončan pa je bil do leta 1780 pod vodstvom inženirja podpolkovnika Vincenca Struppija. Gruber je moral namreč leta 1777 po 465 metrih izkopanega prekopa Ljubljano zaradi finančnih težav zapustiti skoraj na skrivaj. Vodo v novozgrajeni prekop so prvič spustili 25. novembra 1780. Na vstopu v prekop so postavljene regulacijske zapornice. Prekop je bil leta 1829 poglobljen, ob Karlovškem mostu pa je bil postavljen spomenik v obliki prisekane piramide, na kateri stranicah so latinski napisi. Prekop se je izkazal za odlično rešitev, saj je zmanjšal nevarnost vsakoletnih poplav na nizkih predelih Ljubljanskega barja.
Ulica ob Karlovškem mostu je danes imenovana Gruberjevo nabrežje.

## Mostovi, ki prečkajo kanal
1. Hladnikova brv na Špici
2. Karlovški most
3. Karlovški most (stari)
4. Gruberjeva brv
5. Most čez Gruberjev kanal na progi Ljubljana-Grosuplje
6. Codellijev most (stari)
7. Codellijev most (novi)
8. Kajuhov most
9. Mekinčeva brv
10. Brv ob sotočju